# 陈根毅
陈根毅，中华人民共和国政治人物、全国脱贫攻坚先进个人。

## 生平
陈根毅任铜仁市碧江区和平乡党委书记。因在脱贫攻坚战中作出突出贡献，2021年2月25日全国脱贫攻坚总结表彰大会上，陈根毅被授予“全国脱贫攻坚先进个人”。